# Vision for Space Exploration

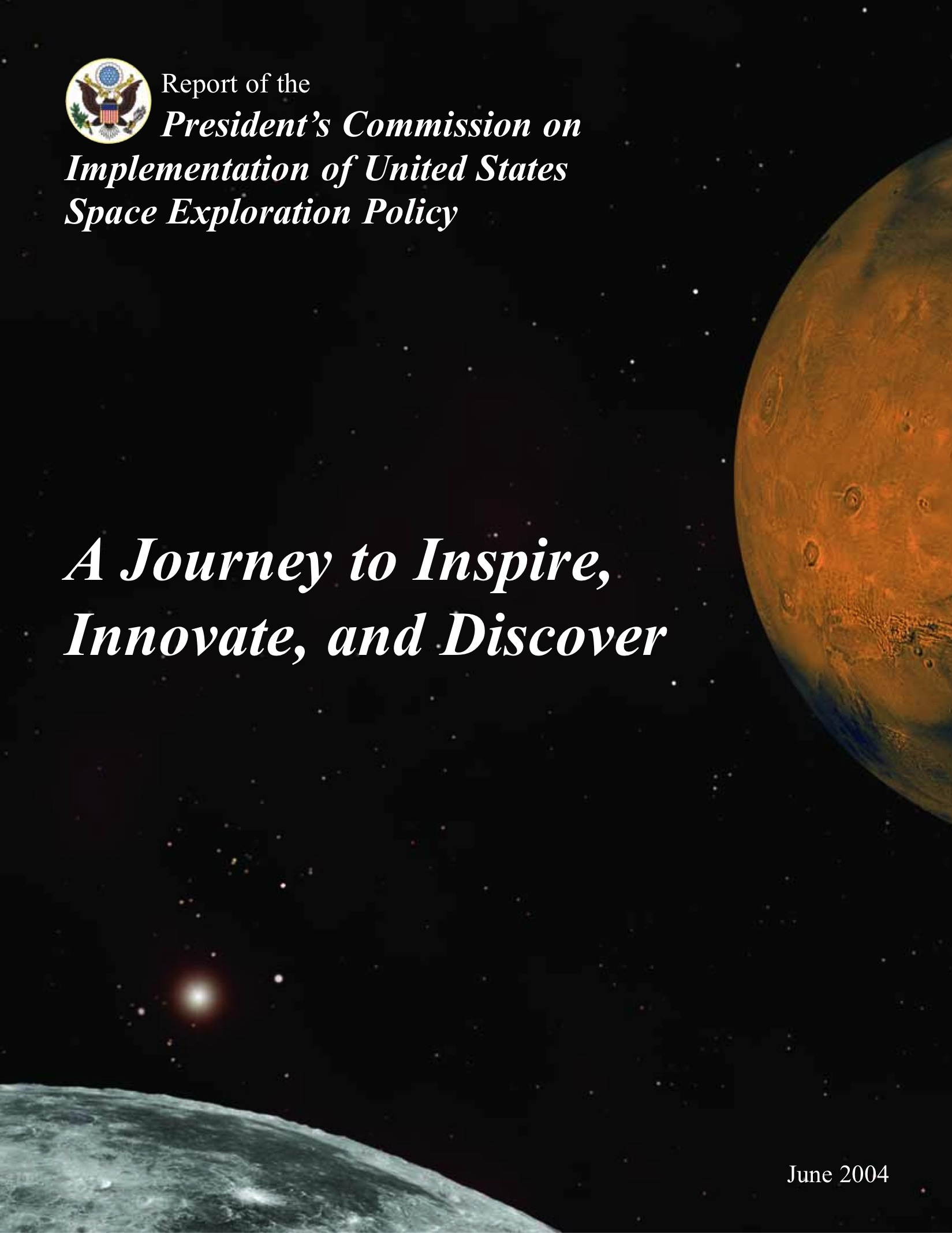
Framsida av rapporten "Report of the President's Commission on Implementation of United States Space Exploration Policy" 2004

Vision for Space Exploration (VSE) är ett program som lanserats av USA:s rymdforskningsinstitut United States space policy. Programmet lanserades offentligt den 14 januari 2004 av den dåvarande presidenten George W. Bush. 